# شهرستان فولتن (آرکانزاس)
شهرستان فولتن، آرکانزاس (به انگلیسی: Fulton County, Arkansas) شهرستانی در ایالات متحده آمریکا است که در آرکانزاس واقع شده‌است.

## خصوصیات
شهرستان فولتن ۱٬۶۰۵٫۸ کیلومترمربع مساحت دارد.